# تقارن دورانی
تقارن دورانی به گونه‌ای از تقارن گفته می‌شود که در آن با چرخش جسم حول محور تقارن خود به اندازهٔ مشخص شکل آن عوض نشود.